# 笠原大雅
笠原 大雅（かさはら ひろまさ、1998年4月27日 - ）は、福岡県出身の、日本の柔道選手。階級は81kg級。身長176cm。血液型A型。組み手は左組み。得意技は内股。

## 経歴
柔道は5歳の時に本吉塾で始めた。小学校5年の時に全国小学生学年別柔道大会45kg級で5位になった。6年の時には50kg級決勝で神奈川県代表の飯田健太郎を判定で破って優勝した。田主丸中学2年の時に全国中学校柔道大会66kg級に出場するも3回戦で敗れた。3年の時には73kg級に階級を上げて優勝した。団体戦では決勝で国士舘中学に敗れて2位だった。なお、中学の2年後輩には素根輝がいた。
天理高校へ進むと、1年の時には全日本カデ73kg級の準決勝で大成高校2年の古賀颯人に内股で敗れて3位だった。インターハイでは5位になった。その後階級を81kg級に上げると、全国高校選手権では決勝まで進むも、日体荏原高校1年の藤原崇太郎に支釣込足で敗れて2位だった。2年の時には全日本カデの準決勝で藤原に有効で敗れて3位だった。インターハイでは5位にとどまった。全国高校選手権では決勝で藤原に指導3で敗れてまたも2位に終わった。3年の時にはインターハイの準決勝で藤原を有効で破るなどして優勝した。団体戦では準決勝で国士舘高校に敗れて3位だった。2017年には天理大学へ進むと、1年の時には全日本ジュニアの準決勝で桐蔭学園高校2年の賀持喜道に反則負けを喫して3位だった。2年の時には優勝大会で3位だった。全日本ジュニアでは決勝で國學院大學2年の長澤大雅を技ありで破って優勝した。世界ジュニアでは準決勝まで全て一本勝ちするも、決勝でイタリアのクリスティアン・ パルラティに払腰で敗れて2位だった。

## 戦績
- 2009年 - 全国小学生学年別柔道大会 5位(45kg級)
- 2010年 - 全国小学生学年別柔道大会 優勝(50kg級)
- 2013年 - 全国中学校柔道大会 個人戦73kg級 優勝、団体戦 3位
- 2014年 - 全日本カデ 3位(73kg級)
- 2014年 - インターハイ 5位(73kg級)

81kg級での戦績
- 2015年 - 全国高校選手権 2位
- 2015年 - 全日本カデ 3位
- 2015年 - インターハイ 5位
- 2016年 - 全国高校選手権 2位
- 2016年 - 金鷲旗 5位
- 2016年 - インターハイ 個人戦 優勝、団体戦 3位
- 2017年 - 全日本ジュニア 3位
- 2018年 - 優勝大会 3位
- 2018年 - 全日本ジュニア 優勝
- 2018年 - 世界ジュニア 2位
- 2019年 -　学生体重別　3位

(出典、JudoInside.com)